# Florence Sancroft
Florence Adelaide Ives Sancroft, po mężu Plume (ur. 30 grudnia 1902 w Hoxton, zm. 30 stycznia 1978 w Islington) – angielska pływaczka z pierwszej połowy XX wieku reprezentująca Wielką Brytanię, uczestniczka igrzysk olimpijskich. 
Podczas VII Letnich Igrzysk Olimpijskich w Antwerpii w 1920 roku siedemnastoletnia Sancroft wystartowała w jednej konkurencji pływackiej. W wyścigu na 300 metrów stylem dowolnym, z nieznanym czasem, zajęła piąte miejsce w drugim wyścigu eliminacyjnym, co nie pozwoliło jej zakwalifikować się do finału.